# CAB Madeira
El CAB Madeira es un equipo de baloncesto portugués, con sede en la ciudad de Funchal, que compite en la LPB, la máxima competición de su país. Disputa sus partidos en el Pavilhão Clube Amigos do Basquete, con capacidad para 680 espectadores.

## Nombres
CAB Levis Store 
 1996–1998 
 Amigos do Funchal 
 1998 
 CAB Madeira 
 1998–presente

## Posiciones en liga
- 2008 - (5)
- 2009 - (2)
- 2010 - (7)
- 2011 - (8)
- 2012 - (5)
- 2013 - (2)
- 2014 - (3)
- 2015 - (6)
- 2016 - (9)
- 2017 - (7)
- 2018 - (4)
- 2019 - (7)
- 2020 - (7)
- 2021 - (7)
- 2022 - (5)

## Palmarés
- Campeón Copa de la Liga -  2005
- Subcampeón Copa de la Liga -  2014
- Campeón Copa de Portugal -  2011
- Subcampeón Copa de Portugal -  2003
- Subcampeón Supercopa -  2003, 2011
- Subcampeón Troféu António Pratas - 2008

## Jugadores destacados
| - Domingos Tito - Boris Radojkovic - Jordan Sanders - David Dolinar - Srdan Helbich - Juan Barros - José Manuel Coego - Nicolás Fernández - Lisard González - Pablo Jiménez - Josep Marcos - Josep Perich - Eduardo Piñero - Diego Sancho - Anastacio Sami - Andrejs Jansons - Paulius Staskunas - Arvydas Straupis - André Calabote - Jorge Coelho - José Costa - João Fernandes - Mário Fernandes - David Gomes - Mario Gonçalves | - João Guerreiro - João Manuel - Miguel Martins - Pedro Nuno - Nuno Pedroso - André Pinto - Bruno Pires - Edson Rosario - Jaime Silva - Frederico Tavares - Bobby Joe Hatton - Marko Antonijevic - Walter Jeklin - Miloš Babić - Ivan Knezevic - Sava Rajkovic - Jordan Aaron - Kim Adams - Aaron Anderson - Dwayne Archbold - Sampson Carter - Jacob Chrisman - Nate Daniels - Tommie Eddie - Ricky Franklin | - Jarvis Gunter - Dametri Hill - Earl Ike - Shawn Jackson - Nate Johnston - Austin Kenon - Allen Ledbetter - Ken Leeks - Joe Linderman - Bobby Madison - Nate Maurer - Nathan Menefee - Walter Neumann - Corey Osinski - Robert Owens - Kenneth Roberts - Ron Rollerson - Levi Rost - Ryan Schneider - Douglas Scott - Barry Shetzer - Jovonni Shuler - Jason Smith - Lance Soderberg - Jarrett Stephens | - Rob Summers - Tyrone Walker - Joseph Wall - Matthew Webster - Kenny Younger - / Amilcar Gomes - / Mario Neves - / Kojo Mensah-Bonsu - / Romualdo Vieira - / Rafael Annunciato - / Philippe Da Silva - / Stefan Djukic - / Mike Moten - / Mergin Sina - / Allen Koochof - / Seung-Jun Lee - / Scott Stewart - / Rome Sanders - / Marco McCottry - / Drew Henderson - / Ikenna Nwankwo - / Rick Cardoso - / David Vilk - / Carmelo Lee - / Albert Myles |